# Südliches Höllhorn
Das Südliche Höllhorn ist ein 2145 m ü. NHN hoher Nebengipfel des Kleinen Wilden in den Allgäuer Alpen. Er liegt nördlich des Hornbachjochs und südlich des Nördlichen Höllhorns.
Zusammen mit dem Nördlichen Höllhorn nennt man die beiden Felszacken oft auch Höllhörner. Von gewissen Standpunkten wie beispielsweise dem Alpelsattel sehen die beiden Gipfel zwei gekrümmten Hörnern
sehr ähnlich.
Auf das Südliche Höllhorn führt kein markierter Weg. Der leichteste Anstieg quert unterhalb der Ostwand nach Norden und führt über die Nordseite auf den Gipfel. Auch dieser Weg erfordert bereits Bergerfahrung. Der unmittelbar am Hornbachjoch beginnende Südgrat ist eine der beliebtesten Klettertouren der Allgäuer Alpen. Trotz der Kürze weist die Route einige interessante Kletterstellen auf, aber auch brüchigen Fels.
Die früher vorhandene Spreizstelle Umfaller muss nach einem Felsausbruch in den 1990er Jahren umgangen werden.

## Anstiege
Bei allen Anstiegen ist das Hornbachjoch der Ausgangspunkt.
Normalweg
- Schwierigkeit: II
- Zeitaufwand: 3/4 Stunden
- Erstersteiger: unbekannt

Südgrat
- Schwierigkeit: IV
- Zeitaufwand: 1½ Stunde
- Erstersteiger: O. Huber, 1920
- Bemerkung: Beliebte Klettertour

Westpfeiler
- Schwierigkeit: VI
- Erstersteiger: A. Kleemaier, X. Bauer, 1950
- Bemerkung: Sehr selten begangen

## Bilder

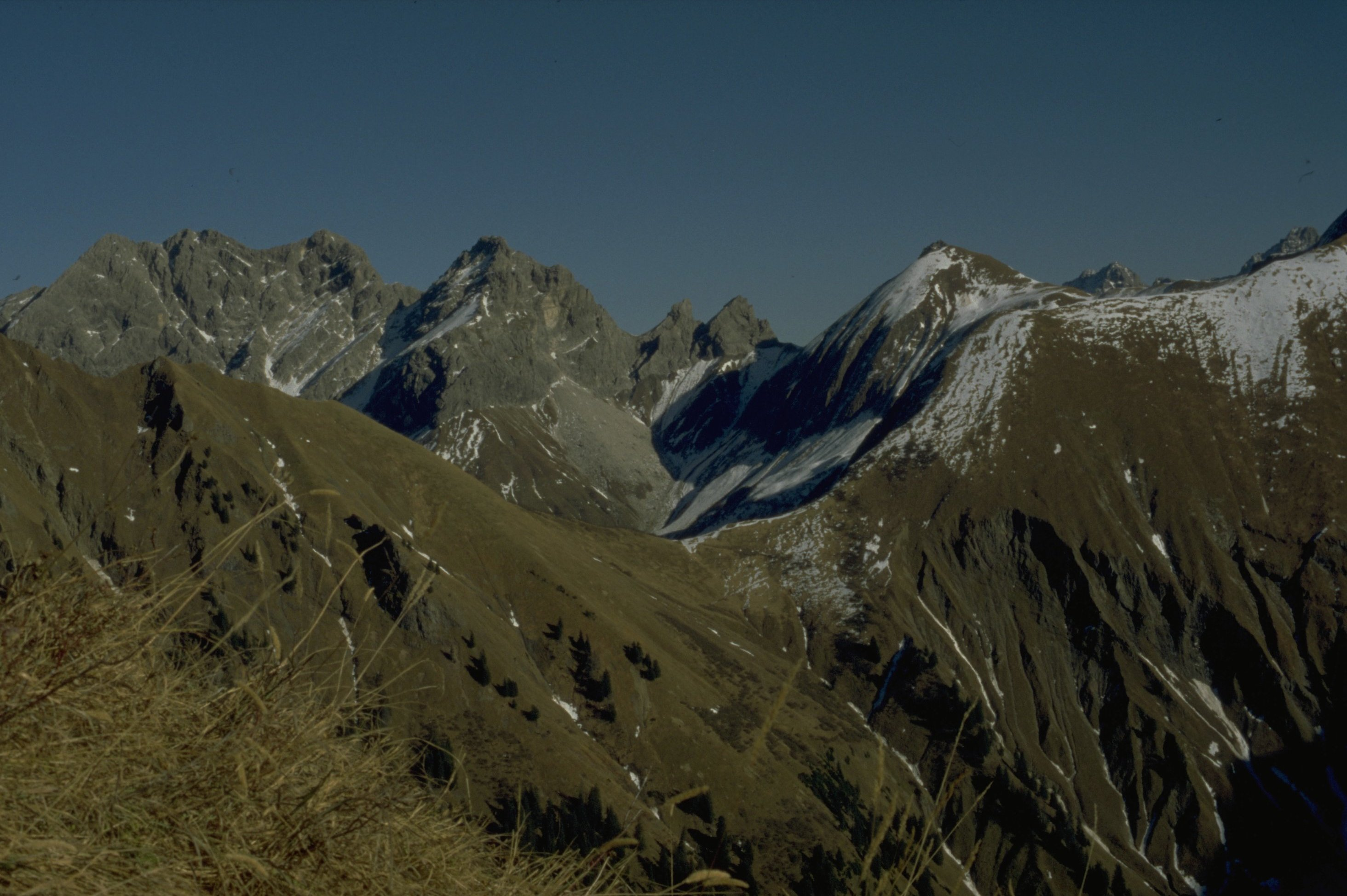
Von links: Großer Wilder, Kleiner Wilder, Nördliches, Südliches Höllhorn und Jochspitze vom Kegelkopf
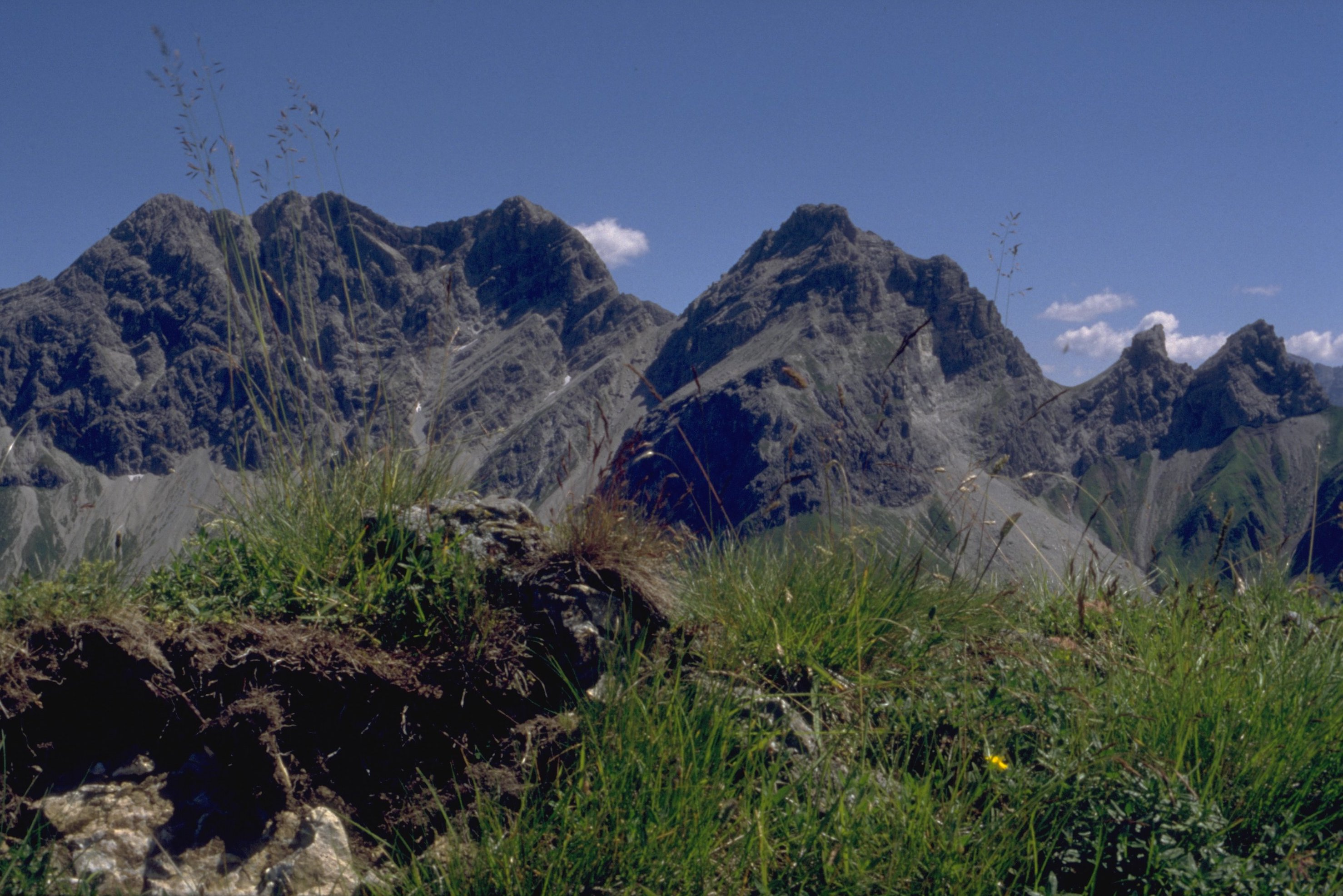
Großer Wilder, Kleiner Wilder, Nördliches und Südliches Höllhorn vom Südsüdostgrat des Höfats-Ostgipfels